# Kendra Lust
Kendra Lust (Madison Heights, 18 settembre 1978) è un'attrice pornografica e regista pornografica statunitense.

## Biografia
È nata in una famiglia di origini franco-canadesi e italiane. Durante gli studi universitari si è esibita per circa un anno e mezzo in spettacoli di striptease per mantenersi; dopo la laurea in infermieristica, ha esercitato tale professione per sette anni.

## Carriera
Debutta nel mondo del porno nel marzo 2012 sulla scia del successo riscosso nei mesi precedenti come camgirl; ha girato la sua prima scena per il famoso sito Brazzers nel film Peeping at the Keyhole insieme alle colleghe Phoenix Marie e Rachel Starr, mentre la sua prima scena etero l'ha vista accanto a Manuel Ferrara. Ha scelto il suo nome Lust come anagramma di Slut (Troia).
Nel maggio 2015 ha firmato un contratto di un anno con la ArchAngel Productions per girare scene interrazziali in esclusiva con tale studio, mentre il mese successivo firma un contratto non esclusivo con la Zero Tolerance Entertainment; sul finire dell'anno ha girato la prima scena di sesso anale per il sito Tushy.com mentre nel 2016 debutta alla regia. Sempre nel 2015 ha lanciato una sua agenzia di talenti, la Society 15 e possiede anche la compagnia Lust Company Productions. Nel 2017 gira per Tushy la sua prima scena di sesso anale con il collega Mick Blue.
Nella sua carriera ha girato oltre 450 scene e ne ha dirette 12, ottenendo anche numerosi riconoscimenti agli AVN, XBIZ e XRCO Awards, tutti nella categoria MILF.

## Vita privata
Sposata con un agente di polizia, ha una figlia. Possiede una casa in Michigan e un condominio a Los Angeles.

## Filmografia
- Big Titty MILFs 3 (2012)
- Titty Creampies 7 (2014)
- 1st Anal Lust (2016)
- Interracial Icon 2 (2016)
- Kendra Lust loves Big Titty MILFs (2016)
- Kendra Lust loves Big Titty MILFs 2 (2017)
- MILF Tits (2017)
- Tits R Us (2017)

## Riconoscimenti
- AVN Awards
  - 2016 – MILF Performer of the Year[11]
  - 2016 – Hottest Milf (Fan Award)[12]
  - 2017 – MILF Performer of the Year[13]
  - 2017 – Hottest Milf (Fan Award)[13]
  - 2018 – Hottest Milf (Fan Award)[14]
  - 2019 – Hottest Milf (Fan Award)[15]
  - 2021 – Hottest Milf (Fan Award)[16]
  - 2022 – Hottest Milf (Fan Award)[17]
  - 2023 – Hottest Milf (Fan Award)[18]
  - 2024 – Sexiest Milf (Fan Award)[19]
  - 2025 – Favorite Milf Star (Fan Award)[20]
- XBIZ Awards
  - 2015 – MILF Performer of the Year[21]
  - 2016 – MILF Performer of the Year[22]
- XRCO Awards
  - 2016 – Vincitrice per MILF of the Year[23]